# Alfredo Baldomir
Alfredo Baldomir Ferrari (Paysandú 27. kolovoza 1884. – 25. veljače 1948.) bio je urugvajski vojnik, arhitekt i političar. Bio je predsjednik Urugvaja od 1938. do 1943. i najistaknutiji je po tome što je vodio Urugvaj kao dio saveznika tijekom Drugog svjetskog rata. 

## Životopis
Baldomir je rođen u Montevideu. U vojsku se pridružio 1900. godine i studirao arhitekturu i inženjerstvo. Dizajnirao je mnoge poznate zgrade u Urugvaju, ali je na kraju postao vojni inženjer i radio kao profesor. 
Od 1930. godine Baldomir se počeo baviti politikom. Radio je kao šef policije Montevidea od 1931. do 1934. godine i kao ministar obrane Urugvaja od 1935. do 1938. godine, te je tako snažno identificiran s vlašću svog brata, tadašnjeg predsjednika Urugvaja Gabriela Terra. 

## Predsjednik Urugvaja
Za predsjednika Urugvaja izabran je 1938. godine kao član stranke Colorado. Na dužnost predsjednika stupio je 19. lipnja 1938. godine, a potpredsjednik bio mu je Alfredo Navarro. Baldomir je postavio visoki prioritet u uključivanju Urugvaja u vanjskoj politici i imenovao diplomata Alberta Guanija za ministra vanjskih poslova. 

### Drugi svjetski rat
Kada je izbio Drugi svjetski rat, Baldomir je davao podršku Silama Osovina, ali je početkom 1942. godine s njima prekinuo diplomatske odnose. Godine 1942., kao general u vojsci,Baldomir proširio je svoje ovlasti, a vojnim udarom raspustio je parlament i proglasio izvanredno stanje. Njegov je mandat, koji je trebao uskoro isteći, produžen za godinu dana. Ubrzo je na snagu stupio novi Ustav. Za vrijeme njegovog mandata je odigrana Bitka kod La Plate
Godine 1943. Baldomir je dobrovoljno održao izbore i odustao od vlasti, ali stranka Colorados i dalje je ostala na vlasti. 

## Nakon mandata
Baldomir se povukao s predsjedništva 1. ožujka 1943. te postao predsjednik Bance de la República Oriental del Uruguay do 1946. godine.

## Naslijeđe
Iako je priključio Urugvaj savezničkim snagama to je umanjilo njegovu reputaciju u javnosti. Bio pristaša prethodnog predsjednika Gabriela Terra. 